# Saint-Jean (Haute-Garonne)
Saint-Jean (okzitanisch: Sant Joan lo Vièlh) ist eine französische Gemeinde mit 11.239 Einwohnern (Stand: 1. Januar 2022) im Département Haute-Garonne in der Region Okzitanien; sie gehört zum Arrondissement Toulouse und zum Kanton Toulouse-9. Die Einwohner heißen Saint-Jeannais.

## Geographie
Am südlichen Gemeinderand fließt die Sausse. Umgeben wird Saint-Jean von den Nachbargemeinden Saint-Geniès-Bellevue im Norden, Rouffiac-Tolosan im Osten, Montrabé im Süden und L’Union im Westen.

## Geschichte
Mit dem Malteserorden beginnt die Geschichte des Ortes spätestens im 12. Jahrhundert, als die Ritter hier ein Priorat an dem Ort Estaquebiau begründeten.
Zwischenzeitlich trug der Ort den Namen Saint-Jean de Kyrie-Eleison während der Revolutionszeiten (ab 1790). Seit 1868 ist der Name lediglich Saint-Jean.

## Bevölkerungsentwicklung
| Jahr                      | 1962 | 1968 | 1975 | 1982 | 1990 | 1999 | 2006 | 2011   |
| Einwohner                 | 650  | 1887 | 4787 | 6512 | 7168 | 8362 | 9339 | 10.281 |
| Quelle: Cassini und INSEE |      |      |      |      |      |      |      |        |

## Sehenswürdigkeiten

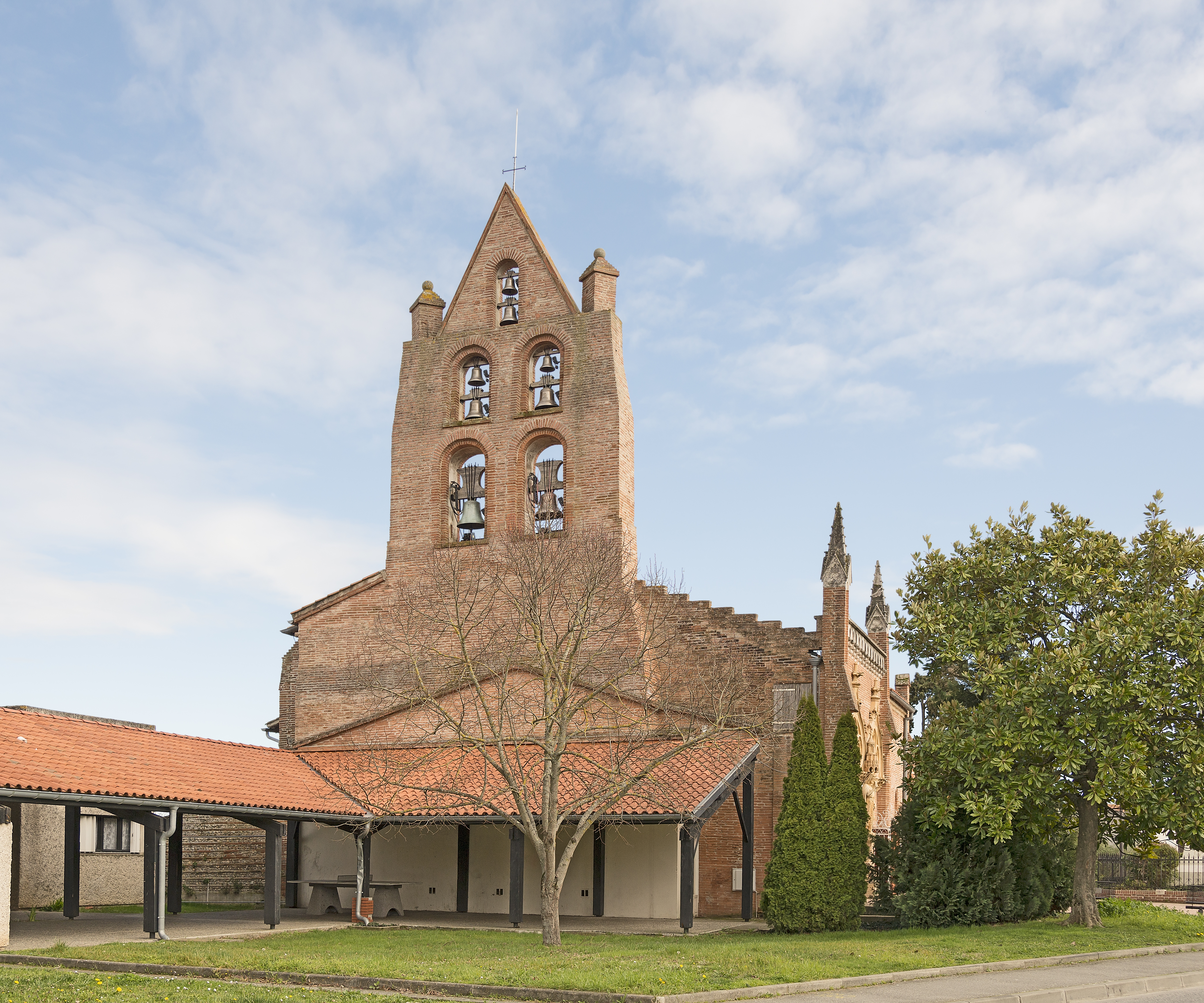
Kirche Saint-Jean mit Glockenturm

- Kirche Saint-Jean

## Persönlichkeiten
- Alfred Jeanroy (1859–1953), Romanist
- Camille Razat (* 1994), Schauspielerin und Model
- Tom Campagne (* 2000), Weitspringer